# Jornada Internacional de Cinema da Bahia

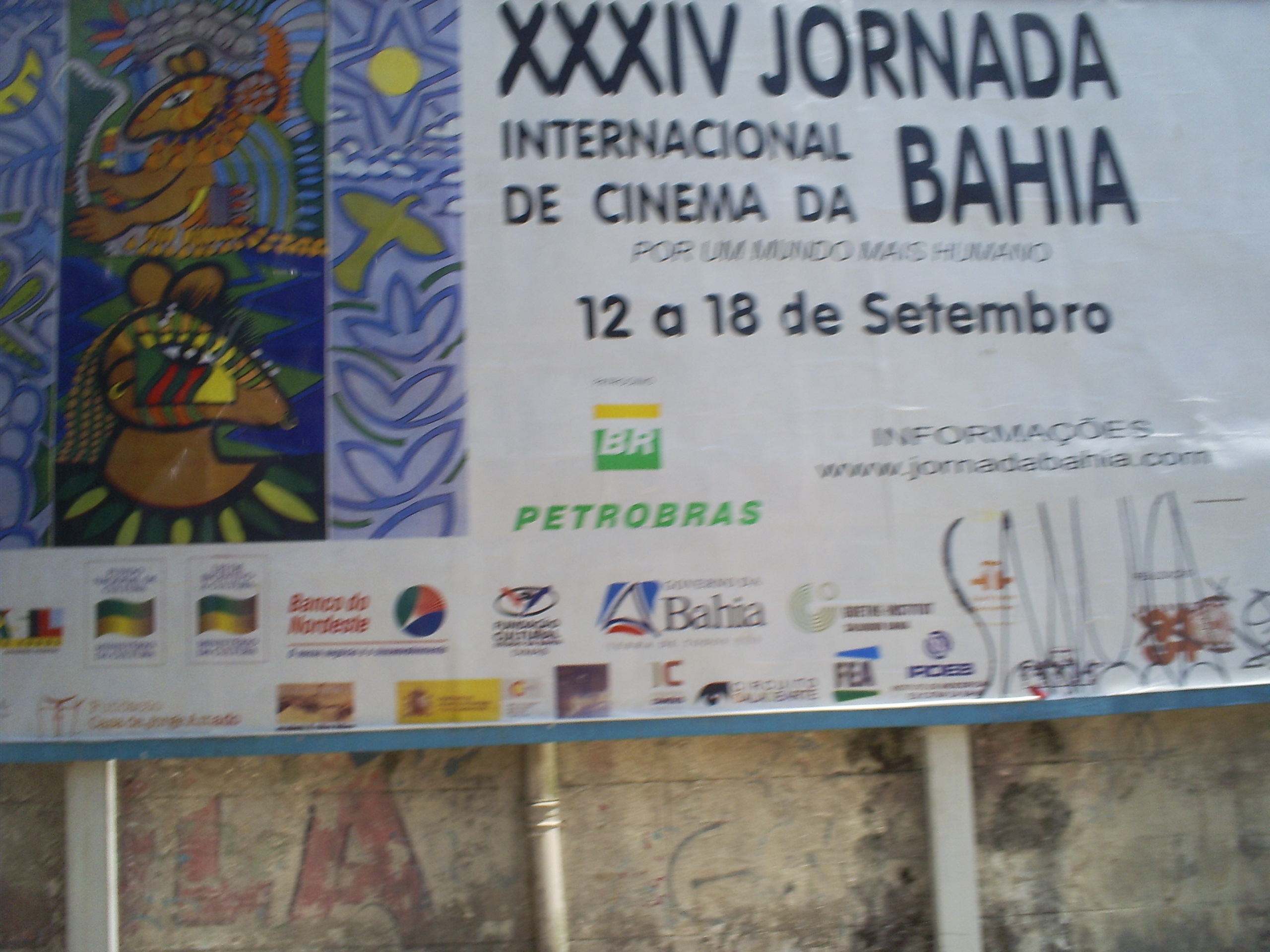
Anúncio para a edição XXXIV.

A Jornada de Cinema da Bahia é um dos mais antigos festivais de cinema do Brasil, sendo voltado para o documentário e para o cinema de caráter social e político.

## Primeiras edições
A primeira Jornada aconteceu em Salvador, em janeiro de 1972, com o nome de "Jornada Baiana de Curta-metragem", já por iniciativa do documentarista, professor e agitador cultural Guido Araújo (1946-2017), que permaneceu enquanto era vivo como Diretor Geral do evento. As projeções dos filmes aconteceram na Biblioteca Central dos Barris e no Instituto Cultural Brasileiro Alemão (ICBA, mais tarde Instituto Goethe).
Na segunda Jornada, em setembro de 1973, um grupo de cineastas presentes fundou a Associação Brasileira de Documentaristas. A partir daí, nos anos seguintes e até o final da ditadura militar, a Jornada da Bahia tornou-se um foco de resistência do cinema independente e da cultura brasileira contra o autoritarismo.

## Internacionalização
A partir de 1985, em sua 14ª edição, a Jornada tornou-se internacional, passando a exibir filmes de vários países além do Brasil, com foco na América Latina, Caribe e Europa Ibérica. Nas mostras competitivas, são aceitas produções de curta e média-metragem em 16 e 35 mm (e, nos últimos anos, também em vídeo), além de documentários de longa-metragem.[carece de fontes?]
O Troféu Glauber Rocha foi instituído como principal premiação de cada edição do certame, sendo distribuídos ainda anualmente os "Prêmios Tatu" - Tatu de Ouro para o melhor filme de cada categoria e Tatu de Prata para as categorias técnicas.
Em 1990, com o Plano Collor e a extinção de todo o sistema de apoio à Cultura do país, a Jornada da Bahia não aconteceu, só voltando a ser realizada em setembro de 1991.[carece de fontes?]

## Últimas edições e encerramento
Em 1998, a 25ª Jornada Internacional de Cinema da Bahia manteve o tom de preocupação com a temática social e política nas obras premiadas, tendência que permaneceu no ano seguinte em 1999, quando a Jornada adotou o lema "Por um mundo mais humano", que se manteve até 2001. Os vencedores do "Troféu Glauber Rocha" nos últimos anos foram os seguintes:
- 1997: "O Enigma de um Dia", de Joel Pizzini Filho (Brasil/SP, ficção)[5][6]
- 1998: "Novembrada", de Eduardo Paredes (Brasil/SC, ficção)[4]
- 1999: "Estou perto", de Sandro Aguilar (Portugal, ficção)[carece de fontes?]
- 2000: "O Rap do Pequeno Príncipe Contra as Almas Sebosas", de Paulo Caldas e Marcelo Luna (Brasil/PE, documentário)[7]
- 2001: "A Canga", de Marcus Vilar (Brasil/PB, ficção)[8]
- 2002: "À margem da imagem", de Evaldo Mocarzel (Brasil/SP, documentário)[carece de fontes?]
- 2003: "A pesar de todo", de Walter Tournier (Uruguai, animação)[carece de fontes?]
- 2004: "A Moça que dançou depois de morta", de Italo Cajueiro (Brasil/DF, animação)[carece de fontes?]
- 2005: "Em trânsito", de Henri Gervaiseau (Brasil/SP, documentário)[carece de fontes?]
- 2006: "Contracuerpo", de Eduardo Chapero-Jackson (Espanha, ficção)[3]
- 2007: "Nasija", de Guillermo Rios (Espanha, curta)[carece de fontes?]
- 2008: "El Circulo", de José Pedro Charlo e Aldo Gray (Uruguai, documentário)[carece de fontes?]
- 2009: "Karai Norte", de Marcelo Martinessi (Paraguai, ficção)[carece de fontes?]
- 2010: "Trilogia Urbana: Pólis/Taba/Urbe", de Marcos Pimentel (Brasil/MG, documentário)[9][10]
- 2011: "De Corpo e Alma", de Matthieu Bron (Moçambique, documentário).[11]

Em 2012, a Jornada Internacional de Cinema da Bahia se encerrou, atendendo a um desejo do próprio fundador Guido Araújo, totalizando assim 39 edições.

## Outros festivais de cinema da Bahia
Apesar de não ter sido o primeiro evento deste tipo, considerando a ocorrência do 1º Festival de Cinema da Bahia em 1951, pioneiro festival de cinema ocorrido em terras baianas, e do também chamado "1º" Festival de Cinema da Bahia em 1962, tratado como primeiro em razão da natureza descontínua do primeiro vento, a iniciativa e constância da Jornada Internacional contribuiu para que outros produtores culturais do estado da Bahia, especialmente a partir da década de 1990, passassem a criar outros eventos culturais voltados para a produção e disseminação cinematográfica e audiovisual no estado. Os principais eventos culturais criados na Bahia com esta temática foram:
- Festival 5' (primeira edição realizada em 1994);[1]
- Panorama Internacional Coisa de Cinema (primeira edição realizada em 2002);[1]
- Cine Capão (primeira edição realizada em 2003, sediado no Vale do Capão, distrito do município de Palmeiras é o primeiro festival do gênero realizado no interior da Bahia);[12]
- Mostra Cinema Conquista (primeira edição realizada em 2004, sediado no campus da UESB em Vitória da Conquista é o segundo festival do gênero realizado no interior da Bahia);[1]
- Festival CineFuturo (primeira edição realizada em 2005);[1]
- Mostra de Cinema e Vídeo de Seabra (primeira edição realizada em 2005, sediado no Campus da UNEB em Seabra, é o terceiro festival do gênero realizado no interior da Bahia);[carece de fontes?]
- Arraial Cine Fest (primeira edição realizada em 2006);[1]
- Animaí (Festival) (primeira edição realizada em 2007);[1]
- Vale Curtas (Festival) (primeira edição realizada em 2007);[1]
- Bahia Afro Film – BAFF (primeira edição realizada em 2008, foi o primeiro evento do gênero no estado que é especializado na temática afro);[1]
- Mostra Possíveis Sexualidades (primeira edição realizada em 2008);[1]
- Festival de Curta-Metragem de Itapetinga (primeira edição realizada em 2009);[1]
- CachoeiraDOC (primeira edição realizada em 2010);[1]
- Mostrinha de Cinema Infantil de Vitória da Conquista (primeira edição realizada em 2010);[1]
- Mostra de Cinema de Poções (primeira edição realizada em 2011);[1]
- Cinemulti Itacaré (primeira edição realizada em 2011);[1]
- Cine Kurumin (primeira edição realizada em 2011, foi o primeiro evento do gênero no estado que é especializado na temática indígena);[1]
- Festival de Cinema Baiano (primeira edição realizada em 2011).[1]